# Bei Darirulai Foshikusi he Lebagou moya

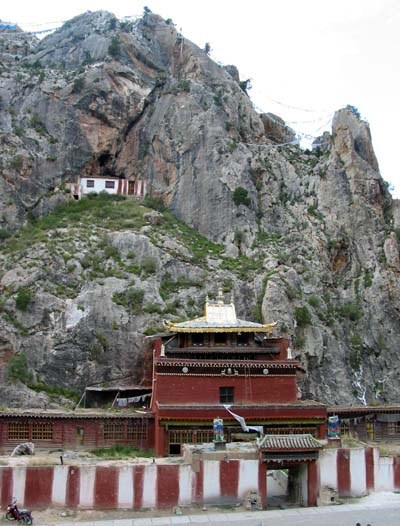
Der Tempel Nampar Namdse, 2000

Unter dem chinesischen Namen Bei Darirulai Foshikusi he Lebagou moya (贝大日如来佛石窟寺和勒巴沟摩崖,  Bèi Dàrìrúlái Fóshíkūsì hé Lèbāgōu móyá) wird eine Reihe buddhistischer Felsskulpturen, -gravierungen und -inschriften zusammengefasst, die sich in den Schluchten (chin.) Beinang gou 贝囊沟 und Lebagou 勒巴沟 – tib. Bikhog und Lebkhog – der Gemeinde Baitang 巴塘 in der Stadt Yushu des Autonomen Bezirks Yushu der Tibeter in der chinesischen Provinz Qinghai befinden.
Die in ihren ältesten Teilen auf die tibetische Kaiserdynastie der Yarlung-Tsenpos („Könige“) und die chinesische Tang-Zeit zurückreichende Stätte in Bikhog ist ein buddhistischer Grottentempel mit der Tubo-Dynastie zugerechneten Felsskulpturen und -inschriften, um die im Lauf der Geschichte tibetische Tempelbauten errichtet wurden. Entsprechend seiner Lage wird der Vairocana-Tempel (Tempel der Prinzessin Wencheng 文成公主庙 Wencheng gongzhu miao) auch Bikhog Namparnamdze (kurz Binangnam, daher chin. Beinang Si und Beinang gou) genannt. Die buddhistischen Lebkhog-Felsgravuren finden sich über verschiedene Stellen verteilt in einer dem Dri Chu (Jangtse) zugewandten Schlucht.
Die Stätten stehen seit 2006 auf der Liste der Denkmäler der Volksrepublik China (6-872).